# 한국석유공사
한국석유공사(韓國石油公社, Korea National Oil Corporation, KNOC)는 석유자원의 개발, 석유의 비축, 석유유통구조의 개선에 관한 사업을 효율적으로 수행하기 위하여 설립된 대한민국 산업통상자원부 산하 시장형 공기업이다. 1978년 12월 한국석유개발공사법 공포이 되어 1979년 3월 '한국석유개발공사'로 설립되어, 1999년 1월 '한국석유공사'로 변경되었다. 울산광역시 중구 종가로 305에 있다.

## 설립 근거
- 한국석유공사법[1]

## 주요기능 및 역할
- 석유자원의 탐사 및 개발
- 원유 및 석유제품의 수출입ㆍ비축ㆍ수송ㆍ대여 및 판매
- 석유비축시설의 건설ㆍ관리ㆍ운영 및 대여
- 석유의 유통구조 개선
- 에너지 및 자원관련사업을 행하는 법인에 대한 투자ㆍ융자ㆍ채무보증 및 자재대여(2017년 7월 1일부로 한국에너지공단으로 업무 이관)
- 에너지관련사업에 대한 기술지원ㆍ조사연구 및 정보제공
- 상기의 사업에 부대되는 사업
- 기타 정부로부터 위탁받은 사업

## 연혁
- 1978년 12월: 한국석유개발공사법 공포
- 1979년 3월: 한국석유개발공사 발족
- 1981년 7월: 구리지사 및 울산지사 설치
- 1981년 8월: 휴스턴지사 설치
- 1982년 4월: 출자회사 한국석유시추(주) 설립
- 1985년 1월: 거제지사 설치
- 1986년 8월: 출자회사 한국송유관(주) 설립
- 1987년 12월: 국내대륙붕에서 최초로 가스발견[2]
- 1989년 7월: 평택지사 설치
- 1992년 10월: 베트남지사 설치
- 1994년 10월: 출자회사 한국석유시추(주) 통합
- 1994년 12월: 한국송유관(주) 매각 및 (주)대한송유관공사 출자
- 1996년 2월: 영국 현지법인 KCCL 설립
- 1997년 1월: 페루지사 설치
- 1997년 10월: 인도네시아 현지법인 KSL 설립
- 1998년 5월: 용인지사 설치
- 1998년 9월: 여수지사 설치
- 1999년 1월: 한국석유공사로 사명변경 (법정자본금 3조원→5조원)
- 1999년 5월: 곡성지사 설치
- 2000년 2월: 국내대륙붕 제6-1광구 동해-1 가스전 개발 선언[3]
- 2000년 7월: 동해지사 설치
- 2001년 9월: 한국·베트남 석유개발성공기념식 및 베트남 15-1광구 개발선언[4]
- 2003년 10월: 베트남 15-1광구 흑사자(Su tu Den)구조에서 원유생산개시
- 2004년 5월: 리비아 엘리펀트 유전 상업생산 개시
- 2004년 11월: 동해-1 가스전에서 천연가스 상업생산 개시[5]
- 2005년 8월: 서산지사 설치
- 2005년 10월: 카자흐스탄사무소 개소
- 2006년 2월: 예멘, 나이지리아, 캐나다 사무소 개소·석유기술연구원 신설
- 2006년 11월: 베트남 11-2광구 생산기념식
- 2007년 8월: 한국석유공사법 개정(법정자본금 5조원→10조원)
- 2008년 5월: 미국 현지법인 ANKOR Energy 설립
- 2009년 2월: 페루 Petro-Tech사 인수
- 2009년 10월: 캐나다 Harvest Energy사 인수계약 체결
- 2009년 12월: 카자흐스탄 Sumbe사 인수
- 2010년 9월: 영국 Dana사 인수
- 2011년 3월: 카자흐스탄 Altius사 인수
- 2011년 4월: 미국 Anadarko사 셰일오일자산 지분참여
- 2012년 7월: 아부다비사무소 설립 및 KADOC Ltd(현지법인) 사업허가서 취득
- 2012년 12월: 한국석유공사법 개정(법정 자본금 확대 10조원 → 13조원)
- 2013년 3월: 비전 선포식 (비전 - 에너지 그 이상의 가치를 실현하는 기업)
- 2014년 1월: 동북아 오일허브 울산북항사업 합작법인 ‘코리아오일터미널’ 출범
- 2014년 11월: 본사 울산광역시 이전
- 2018년 9월: 캐나다 블랙골드(오일샌드) 생산 개시
- 2019년 7월: UAE 할리바유전(Al Dhafra사업) 생산 개시

## 조직
- 상임감사위원
  - 감사실

### 한국석유공사장
| - 홍보팀 - 기획조정처 - 예산투자처 - 재무처 | - 법무팀 - 총무처 - 인재경영처(인재관리 못하는) - 석유정보센터 - 안전환경처 | - 자산관리처 - 미주/유럽사업처 - 하베스트사업처 - 아시아사업처 - 국내사업처 - 기술센터 - 가스전운영사무소 | - 석유비축처 - 석유사업처 - 유통사업처 - 비축시설처 - 오일허브사업단 |

### 지사
- 울산지사
- 거제지사
- 여수지사
- 서산지사
- 평택지사
- 구리지사
- 용인지사
- 곡성지사
- 동해지사

### 소속기관
- 석유개발기술원

## 해외사무소

### 탐사본부 산하
- 이라크사무소
- 아부다비사무소
- 두성호사무소

### 생산본부 산하
- 베트남사무소
- 카자흐스탄사무소
- 미국사무소
- 캐나다사무소
- 영국사무소

## 활동

### 국내 유전개발
1979년 한국석유공사 설립 이후, 본격적으로 국내 대륙붕 탐사가 이루어졌다. 2022년 9월말 기준, 국내대륙붕 석유탐사를 위해 총 116,549L-㎞의 2D 및 10,589km2의 3D 물리탐사와 48공의 탐사시추(외국 석유회사 시추공포함)를 실시하였다. 그 결과, 동해-1 가스전을 발견하여서 2004년 11월부터 상업생산에 돌입했다. 인근에 동해-2 가스전을 발견해서 동해-1 생산시설과 연계하여 2016년 6월 개발 완료 및 2016년 7월 생산을 개시하였다. 2021년 12월 31일 매장량 고갈로 생산종료되었다.
2021년 6월 30일 동해 가스전 북동쪽으로 44㎞ 떨어진 '방어구조'에서 시추를 추진했다. 그러나 이상 고압대층 발견으로 시추는 잠정 중단되었다.

### 해외 유전개발
국내 석유의 안정적인 공급을 위해 해외 유전 개발에 적극적으로 참여해왔다. 2023년 3월말 기준으로 17개국 30개(국내 6개 포함) 유망 석유 개발 프로젝트에 참여하여 일일 평균 약 13.8만배럴를 생산하고 있으며 확보한 매장량은 석유환산 약 9.9억배럴('22년말 기준)이다.
그중 베트남 15-1광구는 한국석유공사가 탐사단계부터 주도적으로 참여하여 우리 기술진에 의해 발견에 성공한 광구로 2003년 10월 원유생산을 개시하였으며 ‘2003년 세계 최대 유전’의 하나로 선정되었다.
2010년 9월 24일 한국석유공사는 영국의 석유탐사 기업 다나 페트롤리엄에 대한 적대적 인수합병에 성공했다. 한국 기업이 주식의 공개매수를 통해 해외에서 적대적 인수합병으로 성사시킨 첫사례이다.

### 석유정보
한국석유공사는 석유와 관련된 국내외의 정보를 총망라한 종합석유정보망 페트로넷과 싼 주유소 찾기 웹사이트인 오피넷을 운영하고 있다. 또한 정기적으로 발행하는 석유정보 간행물로는 일일석유동향, 주간석유뉴스, 주간해외유가동향, 주간국내유가동향, 월간석유수급통계 및 영문석유수급통계(KMOS), 영문 월간석유뉴스(KON)등이 있다.

### 오피넷
오피넷(Oil Price Information Network)은 한국석유공사가 운영하는 싼 주유소 찾기 웹사이트이다. 대한민국의 13,000여 주유소에서 실시간으로 가격을 수집하여 소비자에게 제공하고 있다.

## 논란

### 이라크 쿠르드 자치정부 계약 논란
쿠르드 자치정부와 이루어진 쿠르드 유전의 35억불에 달하는 계약이 전혀 성립하지 않은 것으로 드러났다. 더욱이 이라크 정부는 쿠르드 유전 개발에 참가한 기업들을 입찰에서 배제하겠다고 밝혀서 한국 기업들에게 불이익이 예상되고 있다.

### 페루 사비아페루 인수
2009년 석유자원공사는 사비아페루를 인수하고 사업권을 따내는데 12억달러(약 1조 3,000억원)를 지불했다. 하지만 사비아페루는 계약 조건에 묶여 생산된 원유를 국내로 들여올 수 없었고 금전적 이익 또한 내지 못했다.

### 미국 멕시코만 사업
미국 멕시코만 사업에 관련되어 1,606만 달러가 경남기업으로 흘러들어간 것으로 밝혀졌다.

### 우즈베키스탄 유전 개발사업
석유공사·SK가스·포스코·삼천리의 컨소시엄이 추진한 나망간-추스트 석유 탐사사업에서 6년 동안 312억원의 손실만 남기고 철수했다. 추가로 서페르가나-취나바드 유전 개발사업에서는 시추도 못하고 107억원을 낭비했다.

### 본사건물 헐값 매각 논란
이명박 정부시절 무리한 해외유전사업 추진으로 부채가 많이 쌓이자, 2017년 1월 공개경쟁입찰로 코람코자산신탁에 울산혁신도시에 위치한 23층 사옥과 48,039.2㎡ 부지를 2,376억원에 매각하기로 했다.
그러다가 2018년 감사원의 감사결과, 석유공사가 사옥을 팔아서 오히려 손해를 보게 됐다는 감사 결과를 내놨다. 그리고 해당 건물을 인수한 코람코자산신탁 대표자와 이사진들이 옛 기재부 출신 고위관료로 확인되어서 모피아 논란이 터졌다.

## 같이 보기
- 한국석유공사 본사 빌딩
- 중국석유화공
- 대한석유공사
- 이명박 정부
  - 하베스트 오퍼레이션
  - 노스 애틀랜틱 리파이닝(영어판)
  - 4대강 정비 사업